# 西澤泰二
西澤 泰二（にしざわ たいじ、1930年2月8日 - ） は、日本の金属工学者。東北大学名誉教授。元日本金属学会会長。元日本鉄鋼協会副会長。西澤潤一第17代東北大学総長は兄。

## 人物・経歴
兄に西澤潤一。旧制宮城県仙台第二中学校（現宮城県仙台第二高等学校）を経て、1952年旧制東北大学工学部金属工学科卒業。伊達宗行は旧制中学校時代の友人。1957年東北大学大学院特別研究奨学生修了、東北大学工学部金属工学科助手。1960年 東北大学工学部金属材料工学科助教授。1962年東北大学工学博士。1964年から1966年までスウェーデン王立工科大学客員研究員として在外研究に従事。1969年東北大学工学部材料物性学科教授に昇格。1988年日本鉄鋼協会副会長。1991年日本金属学会会長。1993年定年退官、東北大学名誉教授、住友金属工業総合技術研究所非常勤顧問。指導学生に石田清仁東北大学名誉教授などがいる。

## 著書
- 『金属組織学』（須藤一, 田村今男と共著）丸善 1972年
- 『金属組織写真集 鉄鋼材料編』（佐久間健人と共編著）日本金属学会 1979年
- "Thermodynamics of microstructures"ASMインターナショナル 2008年
- 『状態図・七話』アグネ技術センター 2015年

## 受賞
- 1970年 日本金属学会功績賞[2]
- 1973年 日本鉄鋼協会西山記念賞[2]
- 1983年 日本金属学会谷川ハリス賞[2]
- 1989年 スウェーデン王立工科大学工学名誉博士[2]
- 1998年 本多記念賞[5]